# 694 Ekard
694 Ekard eller 1909 JA är en stor asteroid i huvudbältet, som upptäcktes 7 november 1909 av den amerikanske astronomen Joel Hastings Metcalf i Taunton. Den är uppkallad efter Drake University. Drake baklänges blir Ekard.
Asteroiden har en diameter på ungefär 121 kilometer.